# Oligosoma aeneum
Oligosoma aeneum — вид сцинкоподібних ящірок родини сцинкових (Scincidae). Ендемік Нової Зеландії.

## Поширення і екологія
Oligosoma aeneum поширені на Північному острові Нової Зеландії, зокрема на багатьох прибережних островах. Живуть в лісах, чагарниках, на луках, серед відкритих скель, у прибережних місцевостях і поблизу людських поселень. Ведуть денний, наземний, дуже прихований спосіб життя.